# Trăn anaconda Bolivia
Trăn anaconda Bolivia có danh pháp khoa học Eunectes beniensis là một loài rắn trong họ Boidae. Loài này được Dirksen mô tả khoa học đầu tiên năm 2002.
Loài này chỉ được biết đến ở vùng đông bắc của Bolivia, nhưng chúng có thể hiện diện ở các vùng lân cận của Brazil. Hiện con trăn này vẫn chưa được chính xác kích thước chúng, nhưng chúng được cho là dài 5,2m và nặng 95 kg. Trăn anaconda Bolivia được cho là kết quả của sự lai tạo giữa hai loài anaconda xanh và vàng, nhưng sau đó được xác định lại là một loài riêng biệt. Tình trạng phân loại là không rõ ràng, do có rất ít thông tin và sự giống nhau về vẻ ngoài với trăn Anaconda vàng. Nó có liên quan mật thiết với trăn anaconda vàng và trăn anaconda đốm đen.

## Hình ảnh

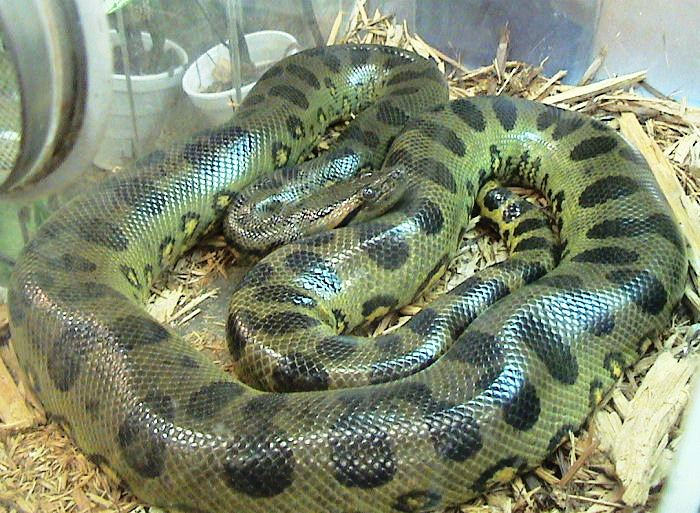